# Associació Internacional de Pesca Esportiva
L'Associació Internacional de Pesca Esportiva, o IGFA, de l'anglès International Game Fish Association, és una associació conservacionista sense ànim de lucre, sostenguda pels seus més de 250.000 associats i empreses col·laboradores amb socis en més de 115 països. El seu origen se situa en 1939, quan va ser fundada per un grup de pescadors entre els quals estava Ernest Hemingway. El seu objectiu era simplement registrar els rècords en aigua salada. Per fer-ho van crear normes internacionals de pesca recreativa i esportiva, que són revisades periòdicament pel consell directiu de l'associació.